# Mas-ha
Mas-ha (àrab: مسحة, Masḥa) és una vila palestina de la governació de Salfit, a Cisjordània, 37 kilòmetres al sud-oest de Nablus. Segons l'Oficina Central Palestina d'Estadístiques tenia 2.003 habitants el 2007.

## Història
S'hi ha trobat pots i ceràmica de l'era romana d'Orient, omeia, croada-aiúbida i mameluca.

### Època otomana
També s'hi ha trobat terrissa de la primera època otomana. Masha apareix en els registres fiscals otomans de 1596 integrada a la nàhiya de Jabal Qubal del liwà de Nablus. Tenia una població de cinc llars, totes musulmanes. Els ciutadans pagaven un impost fix sobre el com el blat, l'ordi, els cultius d'estiu, les oliveres, les cabres i els ruscs, a més dels ingressos addicionals i la premsa d'olives i raïm.
L'explorador francès Victor Guérin va visitar la vila en 1870, i estimà la seva població en 300-350 habitants, i que era limitada per una línia de figueres. En 1882 el Survey of Western Palestine (SWP) del Fons per a l'Exploració de Palestina descriu Mes-ha com una «vila de bona grandària, amb una gran casa central, però en part en ruïnes. Està subministrada amb cisternes, i les cases són de pedra.»

### Època del Mandat Britànic
En el cens de Palestina de 1922 dirigit per les autoritats del Mandat Britànic de Palestina, Mas-ha (anomenada: Masha) tenia 80 musulmans, mentre que en el cens de 1931 tenia 20 cases ocupades i una població de 87 musulmans.
En 1945 la població era de 110 musulmans mentre que la superfície de terra era de 8,263 dúnams, segons un cens oficial de terra i població. D'aquests 1.612 eren plantacions i terra de rec, 2.482 per a cereals, i 18 dúnams eren sòl edificat.

### Després de 1948
Després de la de la Guerra araboisraeliana de 1948, i després dels acords d'Armistici de 1949, Mas-ha va restar en mans de Jordània. Després de la Guerra dels Sis Dies el 1967, ha estat sota ocupació israeliana.